# Nexans
Cet article concerne une entreprise. Pour le voilier Nexans-Wewise, voir Gamesa (IMOCA).
Nexans, anciennement Alcatel Câble, est une multinationale française de l'industrie de la ligne de transmission par câble. Son siège social est à Paris. Le groupe est présent principalement dans quatre domaines d'activité : bâtiment et territoires (bâtiment, infrastructures locales, villes / réseaux intelligents, e-mobilité), haute tension et projets (fermes éoliennes en mer, interconnexions sous-marines, haute tension terrestre), télécommunications et données (réseaux de télécommunications, transmission des données, FTTX, câblage LAN, solutions pour les centres de données hyperscale), industrie et solutions (énergies renouvelables, pétrole et gaz, transports routiers, ferroviaires, aériens et maritimes).
La société s'intéresse aussi aux « protocoles » permettant de rendre le réseau électrique communicant et compatible avec l'Internet 2.0, ainsi qu'au développement des smart grids afin de faire communiquer des « objets intelligents » (dont les « compteurs intelligents ») via le réseau, sans être freiné par les transformateurs électriques.

## Historique

### Origines

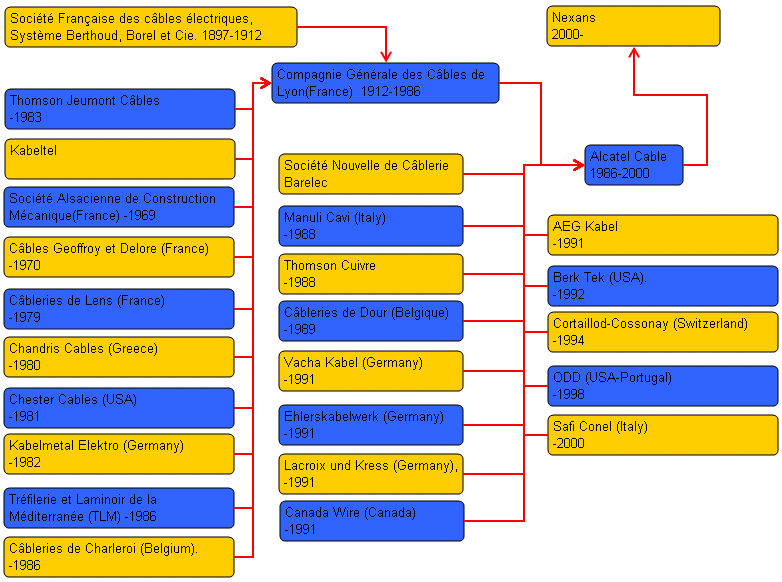
Schéma des acquisitions et fusions liées à l'histoire de Nexans

Nexans trouve ses origines dans deux sociétés fondées par les entrepreneurs suisses Edouard Berthoud et François Borel :
- la société suisse Berthoud, Borel & Cie, fondée en 1879, qui sera par la suite rebaptisée Société d'exploitation des câbles électriques, système Berthoud, Borel et Cie (SECE) puis Câbles de Cortaillod ;
- et la Société française des câbles électriques Berthoud, Borel et Cie (SFCE), créée en 1897 à Lyon pour répondre à une commande de la Société des forces motrices du Rhône[5],[6].

Cette dernière se rapproche assez vite de la Compagnie générale d’électricité (CGE) qui en devient actionnaire dès 1912 avant de l'absorber totalement en 1925. D'abord renommée Compagnie générale des câbles de Lyon en 1917, elle conserve ensuite l'appellation Câbles de Lyon au sein du groupe CGE,.
En 1969, la CGE acquiert deux filiales de l'ex-Société alsacienne de constructions mécaniques : Alcatel, qu'elle fusionne avec sa propre filiale CIT, ainsi que la Câblerie de Clichy, qui est intégrée aux Câbles de Lyon,. Ces derniers continuent de se développer par acquisitions successives et transfèrent leur siège social à Clichy (sans pour autant changer de dénomination) en 1981.

### Alcatel Câble (1986–2000)
En 1986, dans un contexte de réorganisation de la CGE (éphémèrement nationalisée), les Câbles de Lyon basculent dans le giron d'Alcatel et fusionnent avec les activités de câbles acquises auprès d'International Telephone and Telegraph (ITT) pour devenir Alcatel Câble en 1986.
La CGE, reprivatisée et renommée Alcatel-Alsthom puis simplement Alcatel, poursuit ses acquisitions dans le domaine des télécoms, dont les Câbles de Cortaillod en 1994. 
Le 9 octobre 2000, Alcatel Câble devient Nexans et cède ses 51% détenus dans Alcatel Submarine Systems à sa société mère Alcatel-CIT.

### Nexans (2000–)
Mais en 2001, fragilisée par l'éclatement de la bulle internet, Alcatel décide de revendre ses activités de câbles et composants. La nouvelle société, baptisée Nexans, est introduite à la Bourse de Paris (Euronext-Paris) et au SBF 120. Alcatel conserve l'activité « câbles de télécommunications sous-marins » et 20 % du capital de Nexans.
En 2005, Alcatel se désengage totalement du capital de Nexans.
En 2008, Nexans acquiert les activités câbles de Madeco, leader du secteur en Amérique du Sud. Cette même année Suez et Nexans créent une coentreprise, « RecyCâbles », chargée de recycler et de la valoriser les câbles,.
En 2009, le Fonds stratégique d'investissement (FSI) prend une participation de 5 % dans le capital. La même année Nexans décide de la fermeture de l'usine de Chauny entrainant la suppression de 220 postes.
En 2012, Nexans acquiert AmerCable, une entreprise américaine spécialisée dans les câbles pour l'industrie énergétique, implantée à El Dorado en Arkansas, pour 275 millions de dollars. Elle acquiert également l'entreprise chinoise Shandong Yanggu Cable Group.
En 2013, Nexans ferme son usine historique de Lyon, en maintenant toutefois des activités de recherche et développement sur place,. Resté quelque temps en friche, le site accueille l'EM Lyon Business School depuis la rentrée 2024 — des logements et un parc doivent suivre dans les années suivantes.
En 2015, dans le cadre d'un plan d'économies, la société supprime 478 postes en Europe dont 224 en France,.
En 2018, Nexans dévoile son plan de transformation et la nouvelle stratégie axée sur l'innovation et les services de gestion d'énergie et de données.
Le 24 janvier 2019, le groupe annonce une grande restructuration de ses activités, particulièrement en Europe. 939 postes pourraient ainsi être supprimés principalement en France, en Allemagne et en Suisse tandis que 296 nouveaux postes seraient créés en Europe. Nexans justifie cette transformation par la baisse de ses résultats en 2018. FO précise que 158 postes sont menacés en France dont 117 sur le site du siège social à Courbevoie.
En 2020, dans un contexte de crise lié au Covid-19, Nexans parvient à endiguer la chute amorcée l'année précédente et enregistre une perte nette de 55 millions d'euros, inférieure à 2019. Le chiffre d'affaires baisse quant à lui de 17 % sous l'effet de la crise.
Depuis 2020, Nexan effectue un recentrage stratégique de ses activités sur les câbles et les solutions pour le transport et la distribution d’électricité, un secteur porté par la transition énergétique. En conséquence, l’entreprise se désengagera de l’automobile, des télécoms et de l’industrie (automatismes, ferroviaire, maritime…), ce qui inquiète les salariés.
En février 2021, le groupe annonce envisager la cession d'une partie de ses activités, pesant 27 % de son chiffre d'affaires annuel et mobilisant près de la moitié de ses 26 000 employés, en vue de concentrer ses efforts et ressources sur les débouchés de l'électrification, catalysés par la transition énergétique amorcée dans le monde. Cette transition concerne notamment le transport d'une électricité issue de sources d'énergie durable, adaptée à des flux digitaux massifs, décarbonée, et nécessitant ainsi des câblages et équipements de nouvelle génération.
En 2022, Nexans affiche une année record avec un bénéfice net en forte hausse de 51 % à 248 millions d'euros, poussé par l'électrification de l'économie mondiale. Le chiffre d'affaires du groupe a augmenté de 11,8 % à 8,4 milliards d'euros et l'excédent brut d'exploitation (Ebitda) a progressé de presque 30 % à 599,5 millions d'euros.
En 2024, Nexans enregistre une hausse de 27 % de son bénéfice net en 2024, à 283 millions d'euros.

## Données financières

### Chiffres clés
| Années                                     | 2017  | 2018  | 2019  | 2022  | 2023  |
| ------------------------------------------ | ----- | ----- | ----- | ----- | ----- |
| Chiffre d'affaires (cours métaux courants) | 6 370 | 6 490 | 6 735 | 8 369 | 7 790 |
| Marge opérationnelle                       | 272   | 188   | 249   | 420   | 432   |
| Résultat net                               | 127   | 13    | (118) | 248   | 223   |
| Dette nette                                | 332   | 330   | 471   | 182   | 214   |

### Actionnaires
| Invexans                          | 28,6% |
| Nexans (employés)                 | 11,6% |
| Bpifrance Participations          | 7,63% |
| Norges Bank Investment Management | 3,03% |
| Dimensional Fund Advisors         | 2,61% |

Mise à jour au 02 février 2021.

## Prix Nexans
Le Fonds culturel Nexans Suisse SA, organisé sous forme de fondation, accorde chaque année un prix doté d’un montant de 10 000 francs à un ou deux chercheurs de l’Université de Neuchâtel,,. Il s'agit d'une des plus hautes récompenses du canton dans le domaine de la recherche et de la plus prestigieuse accordée à des personnes issues de cette université,.
Le prix est créé en 1979 afin de célébrer le centenaire de la création de l’industrie des câbles électriques à Cortaillod. Il n'est pas attribué entre 1995 et 2006.